# UFC Fight Night: Cowboy vs. Medeiros
UFC Fight Night: Cowboy vs. Medeiros (também conhecido como UFC Fight Night 126) foi um evento de artes marciais mistas (MMA) produzido pelo Ultimate Fighting Championship, realizado no dia 18 de fevereiro de 2018, no Frank Erwin Center, em Austin, Texas, Estados Unidos.

## Background
O evento marcará a terceira visita da promoção à Austin, desde o UFC Fight Night: Edgar vs. Swanson, em novembro de 2014.
Uma luta no peso-meio-médio entre o ex-desafiante ao Cinturão Peso-Leve do UFC, Donald Cerrone, e Yancy Medeiros, será a principal do evento.
Now click to watch Live       https://www.ccin.ca/node/1081
A ex-Campeã Peso Galo do Invicta F-desafiante ao Cinturão Peso-Pena-Feminino do UFC, Tonya Evinger, enfrentaria Marion Reneau no evento. No entanto, em 9 de janeiro, foi anunciado que Evinger estava lesionada e teria que se retirar da luta. Por sua vez, Reneau foi retirada do evento, e reprogramada para enfrentar a medalhista de prata olímpica de 2004 na luta livre e ex-desafiante ao Cinturão Peso-Galo Feminino do UFC, Sara McMann, uma semana depois, no UFC on Fox: Emmett vs. Stephens.
Ocorreria neste evento uma luta no peso-mosca, entre o ex-desafiante ao Cinturão Peso Mosca do UFC, Ray Borg, e Brandon Moreno. No entanto, devido a uma lesão sofrida por Moreno, o embate foi adiado e reprogramado para ocorrer no UFC 223.
Humberto Bandenay enfrentaria neste evento o novato na promoção, Steven Peterson. No entanto, Bandenay foi removido do evento no início de fevereiro, devido a um suposto problema em seu visto, e foi substituído por Brandon Davis.
A ex-Campeã Peso-Palha do Invicta FC, Livia Renata Souza, faria a sua estreia neste evento, contra a ex-Campeã Peso Palha Feminino do WSOF, Jessica Aguilar. No entanto, Souza saiu do card em 10 de fevereiro, devido a uma lesão na mão, e a luta foi descartada.

## Bônus da Noite
- Luta da Noite:  Brandon Davis vs.  Steven Peterson
- Performance da Noite:  Derrick Lewis e  Curtis Millender